# Palais Cottrau Ricciardi
Le Palais Cottrau Ricciardi est un bâtiment monumental situé dans le quartier de Chiaia, dans le centre historique de Naples.

## Description
Le palais a été construit par l'architecte Giulio Ulisse Arata entre 1925 et 1926 sur la commande des ingénieurs Alfredo Cottrau et Francesco Ricciardi, qui lui ont laissé son nom. Le bâtiment comprend sept étages et est inspiré du style classique du siècle précédent. 